# Erick Green
Erick O'Brien Green (Inglewood, California, 9 de mayo de 1991) es un jugador de baloncesto estadounidense que pertenece a la plantilla del Napoli Basket de la Serie A italiana. Con 1,93 metros de estatura, juega en la posición de escolta.

## Trayectoria deportiva

### Universidad
Jugó durante cuatro temporadas con los Hokies del Instituto Politécnico y Universidad Estatal de Virginia, en las que promedió 13,5 puntos, 2,6 rebotes y 2,5 asistencias por partido. Tras haber sido incluido en 2012 en el segundo mejor quinteto de la Atlantic Coast Conference, al año siguiente fue elegido co-jugador del Año de la conferencia junto con Shane Larkin de la Universidad de Miami, liderando además el país en anotación, con 25,4 puntos por partido. Se unió al fallecido Len Bias como uno de los dos únicos jugadores en ser elegidos mejor jugador del año de la ACC teniendo sus equipos balance negativo de victorias ese año.

### Profesional
Fue elegido en la cuadragésimo sexta posición del Draft de la NBA de 2013 por Utah Jazz, pero fue automáticamente traspasado a Denver Nuggets, con los que disputó la NBA Summer League ese verano.
En el mes de agosto se anunció su fichaje por el Montepaschi Siena de la liga italiana. Allí jugó una temporada en la que promedió 10,8 puntos y 1,5 rebotes por partido.
Al verano siguiente regresó para jugar de nuevo las ligas de verano con los Nuggets, con los que acabó finalmente firmando contrato en julio de 2014.
Tras su paso por el Olympiacos, Green firmó con el Valencia Basket de la Liga Endesa en verano de 2017. Se proclamó campeón de la Supercopa Endesa de 2017, de la que fue MVP. Fue elegido MVP de la segunda jornada de la Euroliga 2017-18.
En junio de 2020, se compromete con el Bahçeşehir Koleji S.K. de la Basketbol Süper Ligi.
En la temporada 2022-23, firma por el Hapoel Holon de la Ligat ha'Al israelí.
El 29 de diciembre de 2022, firma por el KK Budućnost Podgorica de la Liga Montenegrina de Baloncesto.
El 23 de octubre de 2024 firmó con el Napoli Basket de la Serie A italiana.

## Estadísticas de su carrera en la NBA

### Temporada regular
| Año     | Equipo | PJ | PT | MPP | %TC  | %3P  | %TL   | RPP | APP | ROB | TPP | PPP |
| ------- | ------ | -- | -- | --- | ---- | ---- | ----- | --- | --- | --- | --- | --- |
| 2014-15 | Denver | 43 | 1  | 9.5 | .377 | .298 | .833  | .7  | .9  | .3  | .0  | 3.4 |
| 2015-16 | Denver | 3  | 0  | 2.3 | .000 | .000 | .000  | .3  | .3  | .0  | .0  | .0  |
| 2015-16 | Utah   | 6  | 0  | 5.8 | .417 | .250 | 1.000 | .8  | .3  | .2  | .0  | 2.2 |
| Total   | Total  | 52 | 1  | 8.7 | .377 | .288 | .857  | .7  | .8  | .3  | .0  | 3.1 |